# Hofstetten (Bajorország)
Hofstetten település Németországban, azon belül Bajorországban. Lakosainak száma 1932 fő (2023. december 31.).

## Népesség
A település népessége az elmúlt években az alábbi módon változott:
| Lakosok száma | 476  | 737  | 1016 | 1245 | 1775 | 1800 | 1893 | 1907 | 1903 | 1932 |
|               | 1875 | 1950 | 1975 | 1987 | 2012 | 2014 | 2016 | 2017 | 2021 | 2023 |